# مسيح مسيحنيا
مسيح مسيحنيا (بالفارسية: مسیح مسیح‌نیا)، من مواليد العاصمة الإيرانية طهران بتاريخ 22 يناير 1955م، هو لاعب إيراني سابق لكرة القدم، لعب مع أندية إيرانية وهي برسبوليس ونادي سباهان ونادي هما ونادي أبو مسلم خراسان، كما شارك مع منتخب بلاده في دورة الألعاب الآسيوية سنة 1974م ودورة الألعاب الصيفية الأولمبية سنة 1976م.